# Janusz Wojdyga
Janusz Wojdyga (ur. 8 października 1961 w Elblągu) – polski siatkarz, mistrz i reprezentant Polski, wicemistrz Europy (1983), trener siatkówki.

## Kariera sportowa
Jest wychowankiem klubu Nogat Malbork. Od 1980 reprezentował barwy Stali Stocznia Szczecin, z którą debiutował w ekstraklasie w sezonie 1981/1982, jednak jego zespół spadł z ligi, zajmując dziewiąte miejsce. Po sezonie w II lidze, ponownie wywalczył awans do ekstraklasy. W 1985 i 1987 wywalczył mistrzostwo Polski, w 1986 i 1988 wicemistrzostwo Polski, w 1984 i 1989 brązowy medal mistrzostw Polski. W sezonie 1989/1990 jego drużyna ponownie spadła z ekstraklasy. W latach 1991–1993 występował w lidze tureckiej, następnie powrócił do szczecińskiej drużyny występującej pod nazwą Morze Szczecin, która w 1994 powróciła do I ligi. W 1997 wywalczył swój siódmy medal mistrzostw Polski w karierze - brązowy, po czym zakończył karierę zawodniczą.
W rundzie wiosennej sezonu 2001/2002 pracował jako trener Morza Szczecin. Ponownie szczeciński zespół prowadził w rozgrywkach II-ligowych wiosną i jesienią 2007. Był także członkiem zarządu klubu.
W latach 1983–1985 wystąpił 68 razy w reprezentacji Polski seniorów, a jego największym sukcesem było wicemistrzostwo Europy w 1983.